# 서연우 (2013년)
서연우(2013년 1월 4일 ~ )는 대한민국의 배우이다.

## 연기 활동

### 드라마
2024년 티빙드라마 《선의의경쟁 》-임현지역
- 2021년 JTBC 월화 드라마 《한 사람만》 - 하산아
- 2020년 KBS 2TV 월화 드라마 《좀비탐정》 - 연우
- 2021년 TV조선 예능 드라마 《어쩌다 가족》 - 김연우
- 2018년 KBS 2TV 주말 드라마 《같이 살래요》 - 채은수

### 영화
- 2022년 《매미소리》 - 꽃하나

## 광고 CF
- (주)토이트론 전속모델 2019~2020년
- (주)대교눈높이유아전속모델 2017년
- JTBC 출산장려공익광고 2017년
- LG편의점 바이럴광고 2016년